# 尾崎望良
尾崎 望良（おざき のぞみ、1988年9月7日 - ）は、徳島県吉野川市出身の女子ソフトボール選手（投手）。藤田倭との二枚看板で太陽誘電の二刀流選手として活躍した。

## 経歴
藤田倭らと共に、古くから太陽誘電ソルフィーユを支えてきた。数少ない二刀流として活躍した。
2018年の世界選手権においての反省を生かし、ヘッドコーチの宇津木麗華が2018年ジャパンカップ国際大会で召集した。本人もこれがラストチャンスと思い、東京オリンピック出場を目指して奮闘していたが、惜しくもオリンピック日本代表には選ばれなかった。

## 詳細情報

### 背番号
- 55（2011 - 2021）